# Abraham Bosse
Abraham Bosse (Tours, 1604 – Parigi, 1676) è stato un incisore francese.
Membro dell'Académie royale de peinture et de sculpture, fu uno dei maggiori incisori francesi del XVII secolo. Teorico dell'incisione, divulgatore delle teorie geometrico-prospettiche di Girard Desargues, la sua opera è un emblema dell'arte barocca francese.

## Biografia

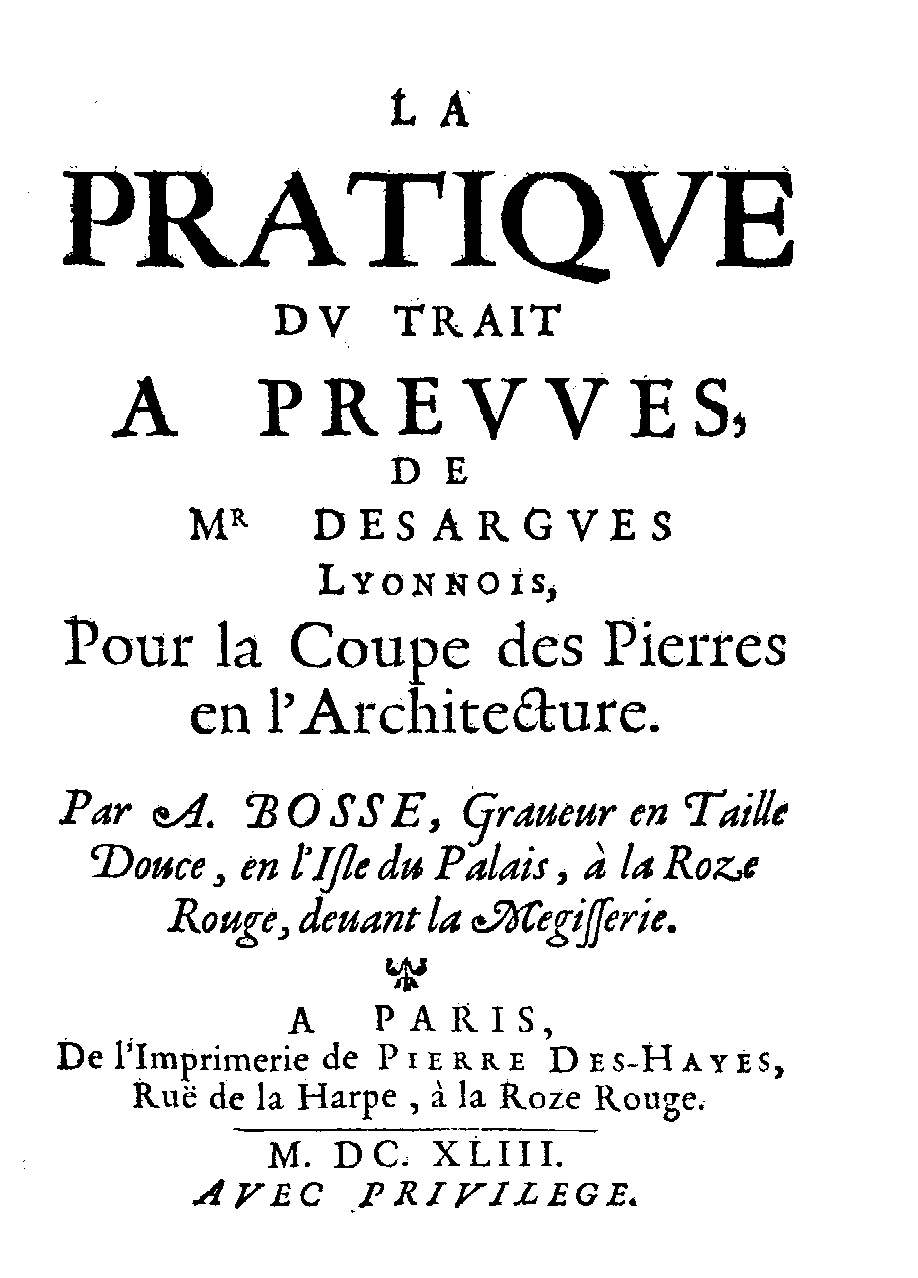
Pratique du trait a preuves, 1643

Ugonotto e figlio del maestro incisore Louis Bosse, di origini tedesche, fece il suo apprendistato presso Melchior Tavernier verso il 1620. Di capitale importanza per la formazione artistica di Bosse fu il suo incontro con l'esperto geometra Girard Desargues detto il Lyonnais, autore di innumerevoli trattati sulla prospettiva e ideatore di corsi sulla Prospettiva Lineare riservato ad incisori, tagliatori in pietra e carpentieri, ai quali partecipò lo stesso Bosse.
L'incontro fra i due sancì l'inizio di numerose collaborazioni, spesso attraverso la stesura di trattati riguardanti le teorie prospettiche di Desargues, fra i quali la Manière Universelle pour pratiquer la perspective par petits pieds comme le géomètral, Ensemble des Places et des proportions des forteset faibles touches, teintes ou couleurs, del 1647.
Divenuto quindi divulgatore della teoria prospettica del Lyonnais, venne chiamato dai membri dell'Accademia parigina nel 1641 al fine di tenere dei corsi sull'argomento. Dimesso dal suo incarico nel 1661, a seguito dei dibattiti accademici nati nel corso del XVII secolo, degli attacchi di alcuni esponenti dell'Accademia tra cui Jean Le Bicheur con il suo trattato Traité de Perspective del 1670 e la messa in discussione delle sue teorie negli Entretiens sur les vies et sur les ouvrages des plus excellents peintres anciens et modernes di André Félibien, gli scritti di Bosse e Desargues verranno definitivamente condannati.

### Abraham Bosse l'incisore
Durante la prima parte della sua carriera Bosse si occupò soprattutto di Scene di genere, nonché temi a carattere religioso. 
A seguito dell'incontro con Desargues, si dedicò spesso alla realizzazione di illustrazioni per opere a carattere scientifico.
Un'ampia raccolta di sue incisioni è entrata nella collezione del marchese Jacques-Louis de Beringhen, oggi conservata alla Biblioteca nazionale di Francia.

## Opere
- Le jardin de la Noblesse françoise (1629)
- Les Cris de Paris (circa 1630)
- Les gardes françoises (1632)
- Le mariage à la ville, le mariage à la campagne (1633)
- Les métiers (1635?)[1]
- Série de planches pour L'Ariane (1639)
- La manière universelle de M. des Argues Lyonnois pour poser l'essieu & placer les heures & autres choses aux cadrans au Soleil (1643)
- (FR) Girard Desargues e Abraham Bosse, La pratique du trait a preuves, A Paris, de l'imprimerie de Pierre Des-Hayes, rue de la Harpe, a la Roze Rouge, 1643.
- Traité des manières de graver en taille douce sur l'airin par le moyen des eaux-fortes... (1645)
- Manière universelle de M. des Argues pour pratiquer la perspective par petit-pied comme le géométral... (1648)
- Sentiments sur la distinction des diverses manières de peinture, desin et gravure et des originaux d'avec leurs copies. Ensemble ou choix des sujets et des chemins pour arriver facilment et promptement à bien portraire(1649)
- Moyen universel de pratiquer la perspective sur les tableaux ou surfaces irrégulières... (1653)
- Serie di tavole su La Pucelle ou la France délivrée (1656)
- Des ordres des colonnes (1664)
- Traité des pratiques géométrales et de perspective (1665)